# 전사적 소프트웨어
전사적 소프트웨어(Enterprise software)는 모범 실무(best practice)를 반영하여 미리 정의된 수많은 비즈니스 프로세스를 근간으로 만든 소프트웨어이다. 기업은 전사적 소프트웨어를 구축하기 위해 컨설팅회사나 전사적 소프트웨어 회사를 고용하여 실제로 수년에 걸쳐 이 업체에 축적된 모범 실무에 대한 지식 베이스를 활용한다. 기업은 비즈니스를 수행하는 방식에 따라 시스템을 맞춤화하기 위해, 전사적 소프트웨어가 제공하는 기능 구성 테이블을 사용하게 될 것이다. 예를 들어, 기업은 생산 설비, 지리적 조직단위, 유통채널별로 수익을 파악할지를 결정하기 위해 이 테이블을 사용할 수 있다.
전사적 소프트웨어가 조직의 비즈니스 수행방식을 지원하지 않는다면, 기업은 비즈니스 프로세스가 작동하도록 지원하기 위해 일부 소프트웨어를 다시 작성할 수 있다. 그러나 전사적 소프트웨어는 유난히 복잡하므로, 광범위한 맞춤화는 시스템의 주요 이점이라고 할 수 있는 정보와 프로세스의 통합성을 대가로 시스템 성능을 저하할 수도 있다. 기업이 전사적 소프트웨어에서 얻을 수 있는 이점을 극대화 하고자 한다면, 소프트웨어에서 제공하는 비즈니스 프로세스를 따르도록 기업의 일하는 방식을 변경해야 한다.

## 주요 전사적 소프트웨어 업체
- SAP
- 오라클
- SSA Global
- Lawson Software
- 마이크로소프트

전사적 소프트웨어 패키지 중에는 중소기업을 위해 설계된 버전도 있는데, 이 버전은 응용서비스제공자(ASP)를 통해 웹상에서 제공될 수도 있다. 전사적 시스템은 초기에 기업 내부의 후방 업무에 관한 비즈니스 프로세스를 자동화하기 위한 목적으로 설계되었지만 이제는 점점 외부지향적으로 변화되며, 고객, 공급자, 여타 조직과 커뮤니케이션을 할 수 있도록 변화한다.

## 같이 보기
- 응용 소프트웨어
- 경영정보학
- 엔터프라이즈 아키텍처
- 전역 정보 네트워크 아키텍처
- 경영 정보 시스템
- 서버
- 전략 정보 시스템